# Керегетас (Жетысуская область)
Керегетас (каз. рзд. Керегетас) — разъезд в Саркандском районе Жетысуской области Казахстана. Входит в состав Лепсинского сельского округа. Код КАТО — 196055400.

## Население
В 1999 году население разъезда составляло 3 человека (2 мужчины и 1 женщина). По данным переписи 2009 года, в разъезде проживало 14 человек (7 мужчин и 7 женщин).